# Hà Thanh (xã)
Hà Thanh là một xã thuộc huyện Tứ Kỳ, tỉnh Hải Dương, Việt Nam.
Xã Hà Thanh có diện tích 8,98 km², dân số năm 1999 là 6039 người, mật độ dân số đạt 672 người/km².